# Kossebau
Kossebau este o comună din landul Saxonia-Anhalt, Germania.